# Sokol (kulle i Tjeckien, Liberec)
Sokol är en kulle i Tjeckien.   Den ligger i regionen Liberec, i den norra delen av landet, 80 km norr om huvudstaden Prag. Toppen på Sokol är 592 meter över havet, eller 123 meter över den omgivande terrängen. Bredden vid basen är 1,1 km.
Terrängen runt Sokol är kuperad norrut, men söderut är den platt. Runt Sokol är det ganska tätbefolkat, med 86 invånare per kvadratkilometer. Närmaste större samhälle är Varnsdorf, 14,8 km nordväst om Sokol. Omgivningarna runt Sokol är en mosaik av jordbruksmark och naturlig växtlighet.